# Librem

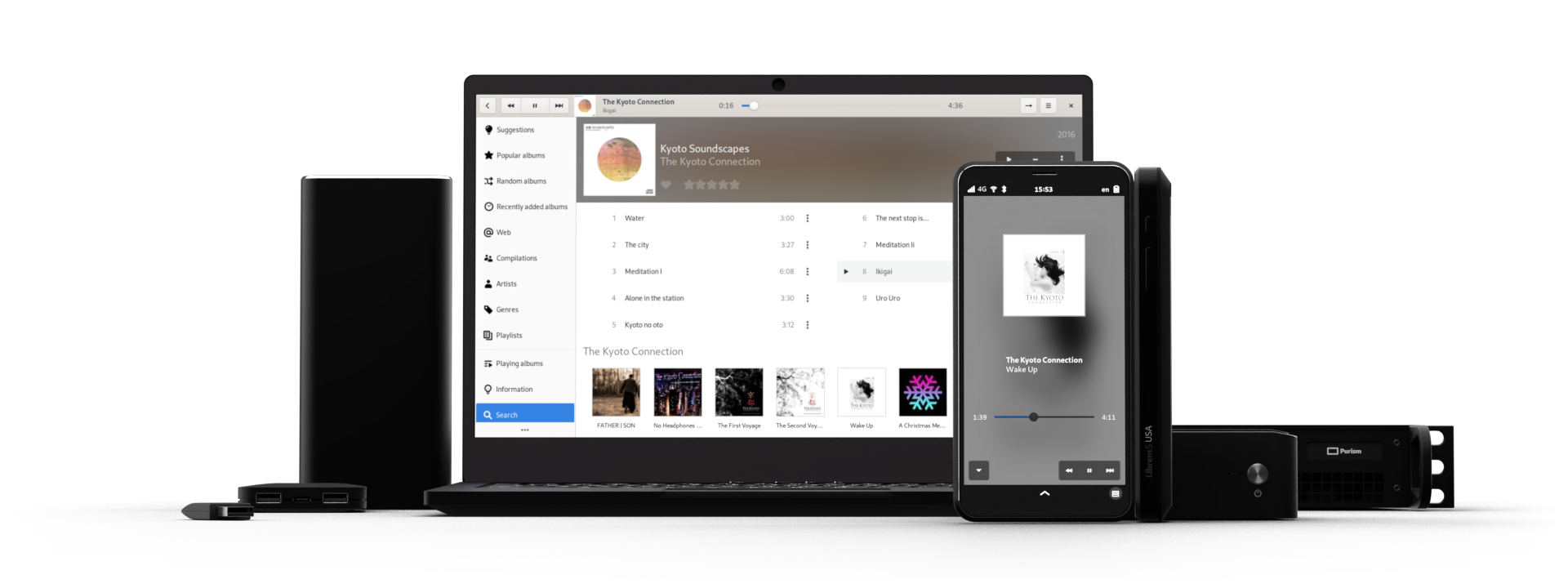
Dispositivos Librem

Librem es una línea de ordenadores fabricada por la corporación Purism, SPC, enfocada en la libertad y seguridad de los usuarios. Librem desarrolla tanto hardware como software pensando en proteger la intimidad, ya desde el propio sistema operativo o kernel, evitando la tecnología de administración activa como la de Intel. Y gradualmente liberando y asegurando el firmware. Los equipos Librem tienen la función a nivel de hardware de parada de emergencia, para  micrófono, webcam, Bluetooth y Wi-Fi, a modo de protección.